# Assar Åkerman
Assar Åkerman (28 de outubro de 1860 – 1936) foi um jurista e político social-democrata sueco.
Ele serviu como Ministro da Justiça em 1920 e de 1921 a 1923.